# Campeonato de Fórmula Truck de 2004
O Campeonato de Fórmula Truck de 2004 foi a nona temporada de Fórmula Truck, realizada pela Confederação Brasileira de Automobilismo. Começou em 4 de março de em Caruaru, e terminou em 5 de dezembro em Brasília.
O campeão foi o piloto pernambucano Beto Monteiro, com um caminhão Ford, sendo o primeiro título do piloto e da carroceria. O vice foi Wellington Cirino, que era então campeão.

## Pilotos e equipes[2][3]
| Equipe                                    | Marca             | N° | Piloto (s)            | Etapa(s) |
| ----------------------------------------- | ----------------- | -- | --------------------- | -------- |
| ABF Mercedes-Benz                         | Mercedes-Benz     | 3  | Geraldo Piquet        | Todas    |
| ABF Mercedes-Benz                         | Mercedes-Benz     | 6  | Wellington Cirino     | Todas    |
| ABF Pacaembu Team ABF Mercalf Competições | Mercedes-Benz     | 10 | Vignaldo Fizio        | Todas    |
| ABF Pacaembu Team ABF Mercalf Competições | Mercedes-Benz     | 21 | José Cangueiro        | Todas    |
| ABF Volvo                                 | Volvo             | 13 | Fabiano Brito         | 3–9      |
| Bueno Race Team                           | Volvo             | 11 | Diumar Bueno          | Todas    |
| Campello Competições                      | Volkswagen Scania | 22 | Luis Carlos Zappelini | Todas    |
| Campello Competições                      | Volkswagen Scania | 27 | Luiz Carlos Lanzoni   | 3–9      |
| DF Motorsport                             | Ford              | 70 | Gene Fireball         | 1–3      |
| DF Motorsport                             | Ford              | 70 | Fabiano Sperafico     | 4–9      |
| DF Motorsport                             | Ford              | 72 | Djalma Fogaça         | Todas    |
| DF Motorsport                             | Ford              | 88 | Beto Monteiro         | Todas    |
| Fleck Motorsport                          | Volvo             | 12 | Jorge Fleck           | 2–9      |
| Londrina Truck Racing                     | Ford              | 2  | "Mad Macarrão"        | Todas    |
| Londrina Truck Racing                     | Ford              | 73 | Leandro Totti         | Todas    |
| Marinelli Competições                     | Scania            | 50 | Fred Marinelli        | Todas    |
| Muffato-Andrade Motorsport                | Scania            | 15 | Roberval Andrade      | Todas    |
| Muffato-Andrade Motorsport                | Scania            | 20 | Pedro Muffato         | Todas    |
| RM Competições                            | Volkswagen        | 7  | Débora Rodrigues      | Todas    |
| RM Competições                            | Volkswagen        | 8  | Jonatas Borlenghi     | Todas    |
| RM Competições                            | Volkswagen        | 9  | Renato Martins        | Todas    |
| RM Competições                            | Volkswagen        | 17 | Beto Napolitano       | Todas    |
| Sonic Truck Racing                        | Scania            | 35 | Luiz Fernando Simões  | 3–9      |
| Scuderia Forza                            | Iveco             | 19 | Danusa Moura          | 3–9      |
| TRG Competições                           | Volvo             | 5  | Herberto Heinen       | Todas    |
| TRG Competições                           | Volvo             | 18 | Thiago Grison         | 2–7      |
| TRG Competições                           | Volvo             |    | Valmir Candeu         | 8–9      |
| Equipe Fal                                | Scania            |    | José Carlos Franzói   | 1–2      |

## Calendário
| Data           | Estado             | Cidade       | Circuito                                        | Vencedor          |
| -------------- | ------------------ | ------------ | ----------------------------------------------- | ----------------- |
| 14 de Março    | Pernambuco         | Caruaru      | Autódromo Internacional Ayrton Senna (Caruaru)  | Beto Monteiro     |
| 4 de Abril     | Rio Grande do Sul  | Guaporé      | Autódromo Internacional de Guaporé              | Wellington Cirino |
| 16 de Maio     | São Paulo          | São Paulo    | Autódromo de Interlagos                         | Roberval Andrade  |
| 6 de Junho     | Goiás              | Goiânia      | Autódromo Internacional Ayrton Senna (Goiânia)  | Beto Monteiro     |
| 18 de Julho    | Mato Grosso do Sul | Campo Grande | Autódromo Internacional Orlando Moura           | Leandro Totti     |
| 22 de Agosto   | Paraná             | Londrina     | Autódromo Internacional Ayrton Senna (Londrina) | Beto Monteiro     |
| 19 de Setembro | Paraná             | Cascavel     | Autódromo Internacional de Cascavel             | Wellington Cirino |
| 7 de Novembro  | Rio Grande do Sul  | Viamão       | Autódromo Internacional de Tarumã               | Djalma Fogaça     |
| 5 de Dezembro  | Distrito Federal   | Brasília     | Autódromo Internacional Nelson Piquet           | Renato Martins    |

## Classificação
| Pos. | Piloto                     | Equipe                     | Pontos |
| ---- | -------------------------- | -------------------------- | ------ |
| 1    | Beto Monteiro              | DF Motorsport              | 129    |
| 2    | Wellington Cirino          | ABF Mercedes-Benz          | 120    |
| 3    | Roberval Andrade           | Muffato-Andrade Motorsport | 117    |
| 4    | Renato Martins             | RM Competições             | 105    |
| 5    | Jonatas Borlenghi          | RM Competições             | 100    |
| 6    | Djalma Fogaça              | DF Motorsport              | 62     |
| 7    | Leandro Totti              | Londrina Truck Racing      | 54     |
| 8    | Geraldo Piquet             | ABF Mercedes-Benz          | 49     |
| 9    | Vignaldo Fizio             | ABF Pacaembu Team          | 39     |
| 10   | Jorge Fleck                | Fleck Motorsport           | 31     |
| 11   | Beto Napolitano            | RM Competições             | 27     |
| 12   | Fred Marinelli             | Marinelli Competições      | 24     |
| 13   | Eduardo "Macarrão" Fráguas | Londrina Truck Racing      | 20     |
| 14   | Débora Rodrigues           | RM Competições             | 17     |
| 15   | Fabiano Brito              | ABF Volvo                  | 10     |
| 16   | Pedro Muffato              | Muffato-Andrade Motorsport | 9      |
| 17   | José Cangueiro             | ABF Mercalf Competições    | 7      |
| 18   | Diumar Bueno               | Bueno Racing Team          | 5      |
| 19   | Fabiano Sperafico          | DF Motorsport              | 3      |
| 20   | Thiago Grison              | TRG Competições            | 2      |
| 21   | Luis Carlos Zappelini      | Campello Competições       | 1      |
| 22   | Valmir Candeu              | TRG Competições            | 0      |
|      | Gene Fireball              | DF Motorsport              | 0      |
|      | José Carlos Franzói        | Equipe Fal                 | 0      |
|      | Herberto Heinen            | TRG Competições            | 0      |
|      | Luiz Carlos Lanzoni        | Campello Competições       | 0      |
|      | Danusa Moura               | Scuderia Forza             | 0      |
|      | Luiz Fernando Simões       | Sonic Truck Racing         | 0      |